# پوزیتیف
پوزیتیف (به فرانسوی: Positif) یک مجله سینمایی فرانسوی است که در سال ۱۹۵۲ توسط برنارد شاردر بنیان‌گذاری شد. این مجله را اریک لاسفلد، ناشر فرانسوی منتشر می‌کرد. پوزیتیف اغلب اوقات به‌عنوان نقطه مقابل مجلهٔ کایه دو سینما دیگر مجله معتبر سینمایی فرانسه شناخته می‌شود. سردبیر کنونی پوزیتیف میشل سیمان منتقد سینما است.
نخستین بار شورای سردبیری این مجله در لیون پایه‌گذاری شد اما پس از مدتی به دلیل مرکزگرایی فرانسه و تمرکز امکانات نمایش خصوصی فیلم‌ها و کارگردانان سرشناس در پایتخت، دفتر پوزیتیف به پاریس منتقل شد.